# Arctic Coal Company
L'Arctic Coal Company va ser una companyia de mineria de carbó que extreia el mineral de les mines de Longyearbyen (aleshores anomenada: Longyear City), a l'arxipèlag de Svalbard, Noruega, entre el 1906 i el 1916.
L'empresari estatunidenc John Munroe Longyear va visitar l'illa de Spitsbergen com a turista l'any 1901, on es trobà amb una expedició que feia prospeccions de carbó. Tornà a Spitsbergen l'any 1903, on es trobà amb Henrik B. Næss a l'Adventfjorden, qui li proporcionà mostres i informació sobre els jaciments de carbó. Juntament amb el seu soci Frederick Ayer, Longyear comprà els drets noruecs de la part oest de l'Adventfjorden. El 1906 Arctic Coal Company, que tenia la seu a Boston, començà a extreure carbó de la Mina 1a, després d'haver construït allotjaments pels miners. La companyia estava administrada pels americans però la majoria dels treballadors eren noruecs i la població que es va construir va rebre el nom de Longyear City. El carbó era transportat a 1,2 km de la mina cap al port usant un telefèric. L'any 1913, la companyia va començar a fer treballs preliminars a la Mina 2a. Les dificultats financeres posteriors a la Primera Guerra Mundial, van provocar que les operacions mineres les comprés el 30 de novembre de 1916 l'empresa noruega Store Norske Spitsbergen Kulkompani, amb seu a Oslo.